# Leptopholcus dioscoridis
Leptopholcus dioscoridis là một loài nhện trong họ Pholcidae. Loài này được phát hiện ở Socrota.